# Cosminele
Cosminele è un comune della Romania di 1 179 abitanti, ubicato nel distretto di Prahova, nella regione storica della Muntenia. 
Il comune è formato dall'unione di 4 villaggi: Cosmina de Jos, Cosmina de Sus, Drăghicești, Poiana Trestiei.
La sede amministrativa è ubicata nell'abitato di Cosmina de Jos.